# Карта (игра)
Карта (лат. charta, према стгрч. χάρτητς [] — „лист папира”) за играње, парче је круте дебеле хартије или картона, четвороугаоног облика са сликом или бројевима. Да би се играле карте неопходно је имати шпил (  — „игра”), односно свежањ или паковање карата, обично 52. Шпил се дели на четири знака или боје, од којих свака има по 13 карата: ♠ лист или пик црне боје, ♣ детелина или треф црне боје, ♥ срце или херц црвене боје, и ♦ ромб или каро црвене боје. У свакој боји су карте са бројевима од један (назива се ас) до десет, као и три слике: жандар, који се такође назива дечко или пуб и означава се словом J, краљица или дама и означава се латиничним словом Q, и краљ или поп, означава се словом K. Осим тога, сваки шпил би требало да има једног или два џокера, који се у неким играма користе као замена за било коју другу карту. Постоје и шпилови од само 32 карте, док је за неке игре потребно више од једног шпила.
Карта за играње је комад посебно припремљеног картона, дебелог папира, танког картона, пластичног папира, мешавине памука и папира или танке пластике која је обележена препознатљивим мотивима. Често предња страна (лице) и задња страна сваке карте имају завршну обраду како би се олакшало руковање. Најчешће се користе за играње карташких игара, а користе се и у магијским триковима, кардистрији, бацању карата, и карташким кућама; карте се такође могу сакупљати. Карте за играње су обично величине длана ради лакшег руковања и обично се продају заједно у комплету као шпил карата или пакет карата.
Најчешћи тип играћих карата на Западу је француски стандардни пакет од 52 карте, од којих је најраспрострањенији дизајн енглески патерн, праћен белгијско-ђеновљанским типом. Међутим, многе земље користе друге, традиционалне врсте карата за играње, укључујући оне које одговарају немачкој, италијанској, шпанској и швајцарској традицији. Тарот карте (познате и као тарокс или тарочи) су стари жанр карата који је још увек веома популаран у Француској, централној и источној Европи и Италији. Прилагођени шпилови тарот карата се такође користе за прорицање; укључујући читање тарот карата и картомантију. Азија, такође, има регионалне карте као што су јапанске ханафуда, кинеске карте за новац или индијска гањифа. Полеђина карти је често прекривена шаром који отежава играчима да гледају кроз провидни материјал да би прочитали туђе карте или да идентификују карте по мањим огреботинама или траговима на полеђини.
Карте за играње су доступне у великом броју стилова, јер шпилови могу бити произведени по мери за такмичења, касина и мађионичаре (понекад у облику трик шпилова), направљене као промотивни артикли, или намењене да служе као сувенири, уметничка дела, едукативни алати, или брендирани материјал. Шпилови карата или чак појединачне карте се такође сакупљају као хоби или ради новчане вредности.

## Историја
Сматра се да карте потичу из древне Кине, али постоји неколико теорија о томе у ком су веку оне тачно настале. Према једној од њих, први писани траг о игрању картама, мада се оне нису назване картама, налазе се у књизи из 880. године писца Су Е за време династије Танг, у којој се описује како је фамилија мужа принцезе Тончанг 868. године уживала у „игри листа”. Према писаним изворима се верује да су карте у Кини свакако постојале пре 1000. године. Оне су више личиле на уске папирне цедуље, односно на домине. Заправо, прве домине су биле од папира, да би тек касније почеле да се праве од дрвета и слоноваче. На њима су као на новчаницама биле исцртане разне вредности, због чега се овакве карте повезују са коцкањем. Према једној другој теорији, карте се нису појавиле пре 12. века.
Резбарењем дрвених плоча, тако да се уклони сав материјал око знакова, Кинези су израђивали матрице за штампање, још у 7. веку. На врх плоче наношена је боја и тразем остављан црни отисак знакова, али само са једне стране папира. Овај поступак штампања Кинези су вековима користили као главно
средство за умножавање, између осталог и карата за играње.
До 13. века, карте су доспеле до Блиског истока. Међу најстарије очуване карте исламског света спадају оне које се чувају у Топкапи музеју у Истанбулу. Оне потичу од мамелуки из Египта, пре 1500. године. Овај ручно израђени шпил се састојао од 52 карте, распоређене у 4 серије, од којих је свака имала бројеве од један до десет и три сликане карте, са три врсте униформи, за које се сматра да одговарају различитим ранговима у служби на султановом двору.
Игре картама су у Европу дошле из исламских земаља, највероватније око 1360. године. У то време, од знакова су се користили:
- мач
- палица
- новчић
- пехар

Овакве карте и данас се користе у Шпанији, Мароку, Јужној Америци и неким деловима Италије и Француске. У Швајцарској, на немачком говорном подручју користе се ружа, жир, штит и звоно, а у неким деловима средње Европе користе се лист, жир, срце и звоно. Индијске карте су најчешће округле, са осам, десет или дванаест боја и 12 карата у свакој.
У Француској су карте за играње биле популарне већ крајем 14. века. Поменуте су, на пример, у париском декрету из 1397. године, којим је радним људима било забрањено да играју карте (такође тенис, куглање и коцкање) радним данима. Производња карата за играње штампањем цветала је крајем 14. и почетком 15. века. Мада је у почетку изгледало компликовано, коцкање и играње карата се са европских дворова лако ширило и на остало становништво, тако да историјски документи показују ограничења и прописе у многим земљама. С друге стране црквени великодостојници, су у картама видели прилику да од карата зарађују, па су изнашли компромисно решење, препоручивши да се карте опреме именом Исуса Христа како би их „заштитили од утицаја злих духова, хазардерске грознице и варања у игри”. Очекујући флексибилност цркве, поједини европски дворови су пре поменутог договора прописали законе који уређују игре са картама, и то у Шпанији (1371), Швајцарској, Фиренци и Француској (1377), док је у Немачкој према закону из 1378. било кажњиво играње карата само ако играчи полажу велике улоге. 
Најзначајнији центар за производњу карата у 15. веку налазио се у француском граду Руану. Французи су своје прве оригиналне карте називали по великим историјским личностима или херојима из митова и легенди. Управо француски произвођачи су око 1470. године поставили многе оригиналне дизајнерске стандарде, који се и данас поштују.
После 1860. године Европљани и Американци усвојили су ознаке на картама, за представљање њихове вредности, које су се цртале по угловима, најчешће два, по један на сваком крају дијагонале, а ређе и у сва четири угла. Од осталих побољшања, карте са сликама, жандар, дама и краљ почеле су да се праве са двоглавим ликовима, а карте су почеле да се праве са заобљеним угловима. Ова побољшања напре су се појавила у Европи, али су се врло брзо прихватила и у Америци. У то време појавио се и први џокер.

## Игре
Пасијанс је игра картама за само једног играча. Остале игре замишљене су да у њима учествују два или више играча. Међу најпопуларније игре спадају игре са адутима, као што су вист, за четири играча и бриџ, који је настао од виста, данас омиљена међу врхунским картарошима, који се такмиче још од 1951. године. Таблић је предвиђен за два до три, а реми за два до шест играча.
Веома популарна дечија игра картама за два или четири играча су и „седмице“, у разним земљама позната под различитим називима. Играју се са шпилом од 32 карте, где боја ранг карата не игра никакву улогу, осим седмица, које могу да замене било коју другу карту, асева и десетки, затим дечија карташка игра „магарац“, четири играча са свега 17 карата: све карте са сликама, асеви и двојка треф, која има специјалну улогу магарца.
Мау-мау се такође игра у целом свету за децу или као део игре за одрасле, са 32 карте. Измишљена је у част легендарног кинеског председника Мао Цедунга, а оригинални назив јој је „Мао“, она није била намењена деци, а у кинеском приступу је врло уважена и призната.
Белот или белот је веома популарна и се игра и на турнирима, захтева концентрацију и памћење углавном са 4 играча, са специјалним шпилом карата, које неки зову „мађарице“.
Најпопуларнија игра коцкароша је покер. Назив покер потиче из француске игре 18. века зване Поке (фр. Poque).
Из покера је произашло неколико игара:
- персијска игра Ас Нас
- европска игра Примеро
- француска игра Брелан
- енглеска игра Браг

## Дан играња картама
У САД сваке године 28. децембра слави се Дан играња картама (енгл. Card Playing Day). Мада се не зна због чега, ни када је тачно почео да се прославља овај празник, тог дана је обичај да се шаљу занимљиве честитке са картама, те играју карате у кругу породице или међу пријатељима. Мада многи овај дан сматрају националним празником, он заправо нигде није регистрован као такав.

## Тарот карте
Тарот карте за предвиђање будућности, чине шпил од 78 карата, подељених у две групе:
- велика аркана од 22 карте које су адути
- мала аркана од 56 малих карата, који могу бити:
  - штапови
  - пехари
  - мачеви
  - динари

Многи окулисти овај број повезују са хебрејским алфабетом, који се састоји од 22 слова и храмовима са 56 степеница, док га неки аутори везују за хебрејску кабалу. 
Нико са сигурношћу не зна када је Тарот тачно настао, али се верује да је то било у медитеранском басену крајем 14. века. Постоје очувани шпилови из 15. века.